# تاتسيانا شاراكوفا
تاتسيانا شاراكوفا (بالبيلاروسية: Таццяна Валер'еўна Шаракова)‏ مواليد 31 يوليو 1984 في روسيا البيضاء، هي درّاجة بيلاروسية. شاركت في دورة الألعاب الأولمبية الصيفية.

## الميداليات
| الميدالية | المسابقة                               |
| --------- | -------------------------------------- |
| ذهبية     | بطولة العالم للدراجات على المضمار 2011 |
| برونزية   | بطولة العالم للدراجات على المضمار 2010 |

## روابط خارجية
- تاتسيانا شاراكوفا على موقع الاتحاد الدولي للدراجات (الإنجليزية)
- تاتسيانا شاراكوفا على موقع أرشيف الدراجات (الإنجليزية)
- تاتسيانا شاراكوفا على موقع إحصائيات الدراجات الإحترافية (الإنجليزية)
- تاتسيانا شاراكوفا على موقع نسبة الدراجات (الإنجليزية)
- تاتسيانا شاراكوفا على موقع أوليمبيديا (الإنجليزية)